# Europameisterschaften im Bogenschießen 2004
Die Europameisterschaften im Bogenschießen 2004 wurden vom 17. bis 22. Mai in der belgischen Hauptstadt Brüssel ausgetragen.

## Ergebnisse

### Recurvebogen
| Disziplin         | Gold                                                                            | Silber                                                                | Bronze                                                                   |
| ----------------- | ------------------------------------------------------------------------------- | --------------------------------------------------------------------- | ------------------------------------------------------------------------ |
| Männer Einzel     | Marco Galiazzo                                                                  | Hasse Pavia Lind                                                      | Pieter Custers                                                           |
| Frauen Einzel     | Iwona Dzięcioł                                                                  | Alison Williamson                                                     | Hanna Karassjowa                                                         |
| Männer Mannschaft | Niederlande Ron van der Hoff Wietse van Alten Pieter Custers Henk Vogels        | Großbritannien Larry Godfrey Roy Nash Simon Needham Alan Wills        | Dänemark Bo Steimann Morten Caspersen Hasse Pavia Lind Dennis Bager      |
| Frauen Mannschaft | Ukraine Tetjana Bereschna Kateryna Palekha Tetjana Dorochowa Iulia Lobschanidse | Italien Natalia Valeeva Elena Maffioli Pia Lionetti Cristina Ioriatti | Polen Iwona Dzięcioł Małgorzata Sobieraj Wioleta Myszor Justyna Mospinek |

### Compoundbogen
| Disziplin         | Gold                                                                           | Silber                                                                                 | Bronze                                                                      |
| ----------------- | ------------------------------------------------------------------------------ | -------------------------------------------------------------------------------------- | --------------------------------------------------------------------------- |
| Männer Einzel     | Peter Elzinga                                                                  | Antonio Tosco                                                                          | Fred van Zutphen                                                            |
| Frauen Einzel     | Valérie Fabre                                                                  | Louise Hauge                                                                           | Sandrine Vandionant                                                         |
| Männer Mannschaft | Frankreich Dominique Genet Jean-Marc Beaud Stéphane Sauvignan Florian Faucheur | Niederlande Peter Elzinga Johan Van Dongen Lucas Schoormans Fred van Zutphen           | Italien Stefano Mazzi Mario Ruele Antonio Tosco Michele Palumbo             |
| Frauen Mannschaft | Frankreich Valérie Fabre Sandrine Vandionant Peggy Braem Caroline Martret      | Russland Oktjabrina Bolotowa Swetlana Kondraschenko Marina Stelkowa Sofja Gontscharowa | Deutschland Petra Dortmund Andrea Weihe Dorith Landesfeind Christina Knöbel |

## Medaillenspiegel
| Platz  | Land           | Gold | Silber | Bronze | Gesamt |
| ------ | -------------- | ---- | ------ | ------ | ------ |
| 1      | Frankreich     | 3    | –      | 1      | 4      |
| 2      | Niederlande    | 2    | 1      | 2      | 5      |
| 3      | Italien        | 1    | 2      | 1      | 4      |
| 4      | Polen          | 1    | –      | 1      | 2      |
| 5      | Ukraine        | 1    | –      | –      | 1      |
| 6      | Dänemark       | –    | 2      | 1      | 3      |
| 7      | Großbritannien | –    | 2      | –      | 2      |
| 8      | Russland       | –    | 1      | –      | 1      |
| 9      | Belarus        | –    | –      | 1      | 1      |
| 9      | Deutschland    | –    | –      | 1      | 1      |
| Gesamt | Gesamt         | 8    | 8      | 8      | 24     |